# Flaga Wieliczki
Flaga Wieliczki – jeden z symboli miasta Wieliczka i gminy Wieliczka w postaci flagi.

## Wygląd i symbolika
Flaga przedstawia na niebieskim tle w układzie symetrycznym narzędzia pracy górniczej koloru żółtego, w części centralnej znajduje się młot zwany „posół”, a na obu stronach dwa kilofy.